# Liste des députés du Parti communiste de Belgique
Le Parti communiste de Belgique a eu des élus à la Chambre des représentants entre 1925 et 1985.
Il connut son apogée en 1946 avec 23 députés, ce succès se révéla éphémère, très vite le groupe communiste tomba en dessous de 10 députés.
| Législature | Nom                        | Arrondissement       | Remarque                                                                                 |  |
| 1925-1929   | Joseph Jacquemotte         | Bruxelles            |                                                                                          |  |
| 1925-1929   | War Van Overstraeten       | Liège                | exclu du PCB en 1928 pour "trotskisme"                                                   |  |
| 1929-1932   | Joseph Jacquemotte         | Bruxelles            |                                                                                          |  |
| 1932-1936   | Henri Glineur              | Charleroi            |                                                                                          |  |
| 1932-1936   | Joseph Jacquemotte         | Bruxelles            |                                                                                          |  |
| 1932-1936   | Julien Lahaut              | Liège                |                                                                                          |  |
| 1936-1939   | Eugène Beaufort            | Liège                |                                                                                          |  |
| 1936-1939   | Jean Berlemont             | Bruxelles            |                                                                                          |  |
| 1936-1939   | Pierre Bosson              | Bruxelles            | remplace le 27 octobre 1936 Joseph Jacquemotte décédé                                    |  |
| 1936-1939   | Ambrosius De Coster        | Bruxelles            | remplace le 14 avril 1937 Jean Berlemont décédé                                          |  |
| 1936-1939   | Alice Degeer-Adère         | Liège                |                                                                                          |  |
| 1936-1939   | Désiré Desellier           | Charleroi            |                                                                                          |  |
| 1936-1939   | Juvénal Gandibleux         | Mons-Borinage        | exclu du PCB en 1937                                                                     |  |
| 1936-1939   | Henri Glineur              | Charleroi            |                                                                                          |  |
| 1936-1939   | Joseph Jacquemotte         | Bruxelles            |                                                                                          |  |
| 1936-1939   | Julien Lahaut              | Liège                |                                                                                          |  |
| 1936-1939   | Xavier Relecom             | Bruxelles            |                                                                                          |  |
| 1939-1946   | Eugène Beaufort            | Liège                |                                                                                          |  |
| 1939-1946   | Jean Borremans             | Nivelles             |                                                                                          |  |
| 1939-1946   | Georges Cordier            | Mons-Borinage        | fusillé par les Allemands le 8/12/1941 à la prison de Mons.                              |  |
| 1939-1946   | Jean-Baptiste Cornez       | Charleroi            | remplace le 29 novembre 1945 Désiré Desellier décédé                                     |  |
| 1939-1946   | Alice Degeer-Adère         | Liège                |                                                                                          |  |
| 1939-1946   | Désiré Desellier           | Charleroi            | mort en déportation en Allemagne (Dachau) le 12 novembre 1942                            |  |
| 1939-1946   | Henri Glineur              | Charleroi            |                                                                                          |  |
| 1939-1946   | Samuel Herssens            | Bruxelles            | siège à partir du 28 aout 1945 comme suppléant de Xavier Relecom démissionnaire          |  |
| 1939-1946   | Julien Lahaut              | Liège                |                                                                                          |  |
| 1939-1946   | Jules Levecq               | Mons-Borinage        | siège à partir du 3 octobre 1944 comme suppléant de Georges Cordier                      |  |
| 1939-1946   | Albert Marteaux            | Bruxelles            |                                                                                          |  |
| 1939-1946   | Xavier Relecom             | Bruxelles            | démissionne le 22 aout 1945                                                              |  |
| 1946-1949   | Raoul Baligand             | Charleroi            |                                                                                          |  |
| 1946-1949   | Alphonse Bonenfant         | Tournai-Ath          |                                                                                          |  |
| 1946-1949   | Jean Borremans             | Nivelles             |                                                                                          |  |
| 1946-1949   | Victor Briol               | Namur                |                                                                                          |  |
| 1946-1949   | Ernest Burnelle            | Liège                |                                                                                          |  |
| 1946-1949   | Théo Dejace                | Liège                |                                                                                          |  |
| 1946-1949   | Fernand Demany             | Charleroi            |                                                                                          |  |
| 1946-1949   | Marcellin Demoulin         | Mons-Borinage        |                                                                                          |  |
| 1946-1949   | Gustaaf De Ville           | Alost                |                                                                                          |  |
| 1946-1949   | Raymond Dispy              | Bruxelles            |                                                                                          |  |
| 1946-1949   | Willy Frère                | Soignies             |                                                                                          |  |
| 1946-1949   | Georges Glineur            | Charleroi            |                                                                                          |  |
| 1946-1949   | Suzanne Grégoire           | Bruxelles            |                                                                                          |  |
| 1946-1949   | Samuel Herssens            | Bruxelles            |                                                                                          |  |
| 1946-1949   | Henri Heyndels             | Bruxelles            | remplace le 19 mai 1949 Albert Marteaux décédé le 15 mai 1949                            |  |
| 1946-1949   | Fernand Jacquemotte        | Thuin                |                                                                                          |  |
| 1946-1949   | Julien Lahaut              | Liège                |                                                                                          |  |
| 1946-1949   | Edgard Lalmand             | Bruxelles            |                                                                                          |  |
| 1946-1949   | Albert Marteaux            | Bruxelles            |                                                                                          |  |
| 1946-1949   | Louis Neuray               | Liège                | démissionne le 16 décembre 1947                                                          |  |
| 1946-1949   | Henri Reul                 | Verviers             |                                                                                          |  |
| 1946-1949   | Jean Terfve                | Mons-Borinage        |                                                                                          |  |
| 1946-1949   | Léon Timmermans            | Liège                | remplace le 16 décembre 1947 Louis Neuray démissionnaire                                 |  |
| 1946-1949   | Félix Van den Bergh        | Anvers               |                                                                                          |  |
| 1946-1949   | Albert Van Hoorick         | Alost                |                                                                                          |  |
| 1949-1950   | Alphonse Bonenfant         | Tournai-Ath          |                                                                                          |  |
| 1949-1950   | Théo Dejace                | Liège                |                                                                                          |  |
| 1949-1950   | Fernand Demany             | Charleroi            |                                                                                          |  |
| 1949-1950   | Antoinette Desonnay-Raskin | Liège                |                                                                                          |  |
| 1949-1950   | Raymond Dispy              | Bruxelles            |                                                                                          |  |
| 1949-1950   | Georges Glineur            | Charleroi            |                                                                                          |  |
| 1949-1950   | Samuel Herssens            | Bruxelles            |                                                                                          |  |
| 1949-1950   | Fernand Jacquemotte        | Thuin                |                                                                                          |  |
| 1949-1950   | Julien Lahaut              | Liège                |                                                                                          |  |
| 1949-1950   | Edgard Lalmand             | Bruxelles            |                                                                                          |  |
| 1949-1950   | Jean Terfve                | Mons-Borinage        |                                                                                          |  |
| 1949-1950   | Frans Van den Branden      | Anvers               |                                                                                          |  |
| 1950-1954   | Alphonse Bonenfant         | Tournai-Ath          |                                                                                          |  |
| 1950-1954   | Jean Borremans             | Nivelles             |                                                                                          |  |
| 1950-1954   | Théo Dejace                | Liège                |                                                                                          |  |
| 1950-1954   | Georges Glineur            | Charleroi            |                                                                                          |  |
| 1950-1954   | Julien Lahaut              | Liège                |                                                                                          |  |
| 1950-1954   | Edgard Lalmand             | Bruxelles            |                                                                                          |  |
| 1950-1954   | Jean Terfve                | Mons-Borinage        |                                                                                          |  |
| 1950-1954   | Léon Timmermans            | Liège                | remplace le 10 octobre 1950 Julien Lahaut assassiné                                      |  |
| 1954-1958   | Théo Dejace                | Liège                |                                                                                          |  |
| 1954-1958   | Georges Glineur            | Charleroi            |                                                                                          |  |
| 1954-1958   | Edgard Lalmand             | Bruxelles            |                                                                                          |  |
| 1954-1958   | Jean Terfve                | Mons-Borinage        |                                                                                          |  |
| 1958-1961   | Théo Dejace                | Liège                |                                                                                          |  |
| 1958-1961   | Gaston Moulin              | Nivelles             |                                                                                          |  |
| 1961-1965   | Théo Dejace                | Liège                |                                                                                          |  |
| 1961-1965   | Marc Drumaux               | Mons-Borinage        |                                                                                          |  |
| 1961-1965   | Willy Frère                | Thuin                |                                                                                          |  |
| 1961-1965   | Georges Glineur            | Charleroi            |                                                                                          |  |
| 1961-1965   | Gaston Moulin              | Bruxelles            | remplace Jean Blume élu mais qui ne souhaita pas siéger.                                 |  |
| 1965-1968   | Ernest Burnelle            | Liège                |                                                                                          |  |
| 1965-1968   | André Delrue               | Tournai-Ath-Mouscron |                                                                                          |  |
| 1965-1968   | Marc Drumaux               | Mons-Borinage        |                                                                                          |  |
| 1965-1968   | Georges Glineur            | Charleroi            |                                                                                          |  |
| 1965-1968   | Pierre Le Grève            | Bruxelles            | militant trotskyste élu sur la liste Union de la Gauche Socialiste en cartel avec le PCB |  |
| 1965-1968   | Léon Timmermans            | Liège                |                                                                                          |  |
| 1968-1971   | Ernest Burnelle            | Liège                |                                                                                          |  |
| 1968-1971   | Marcel Couteau             | Soignies             |                                                                                          |  |
| 1968-1971   | Marc Drumaux               | Mons-Borinage        |                                                                                          |  |
| 1968-1971   | Georges Glineur            | Charleroi            |                                                                                          |  |
| 1968-1971   | Marcel Levaux              | Liège                | remplace le 22 octobre 1968 Ernest Burnelle décédé                                       |  |
| 1968-1971   | Gaston Moulin              | Bruxelles            | démissionne le 26 janvier 1971                                                           |  |
| 1968-1971   | Louis Van Geyt             | Bruxelles            | remplace le 28 janvier 1971 Gaston Moulin démissionnaire.                                |  |
| 1971-1974   | Marcel Couteau             | Soignies             |                                                                                          |  |
| 1971-1974   | André Delrue               | Tournai-Ath-Mouscron |                                                                                          |  |
| 1971-1974   | Noella Dinant              | Mons-Borinage        | remplace le 22 novembre 1972 Marc Drumaux décédé                                         |  |
| 1971-1974   | Marc Drumaux               | Mons-Borinage        |                                                                                          |  |
| 1971-1974   | Marcel Levaux              | Liège                |                                                                                          |  |
| 1971-1974   | Louis Van Geyt             | Bruxelles            |                                                                                          |  |
| 1974-1977   | André Delrue               | Tournai-Ath-Mouscron |                                                                                          |  |
| 1974-1977   | Noella Dinant              | Mons-Borinage        |                                                                                          |  |
| 1974-1977   | Marcel Levaux              | Liège                |                                                                                          |  |
| 1974-1977   | Louis Van Geyt             | Bruxelles            |                                                                                          |  |
| 1977-1978   | Marcel Levaux              | Liège                |                                                                                          |  |
| 1977-1978   | Louis Van Geyt             | Bruxelles            |                                                                                          |  |
| 1978-1981   | Noella Dinant              | Mons-Borinage        |                                                                                          |  |
| 1978-1981   | Georges Glineur            | Charleroi            |                                                                                          |  |
| 1978-1981   | Marcel Levaux              | Liège                |                                                                                          |  |
| 1978-1981   | Louis Van Geyt             | Bruxelles            |                                                                                          |  |
| 1981-1985   | Didier Bajura              | Nivelles             | remplace le 11 octobre 1983 Jacques Nagels démissionnaire                                |  |
| 1981-1985   | Daniel Fredrigo            | Huy-Waremme          |                                                                                          |  |
| 1981-1985   | Jacques Nagels             | Nivelles             |                                                                                          |  |